# مردان ایکس (سریال)
مردان ایکس: مجموعه پویانمایی (انگلیسی: X-Men: The Animated Series) یک مجموعه پویانمایی ابرقهرمانی تلویزیونی آمریکایی است که از سال ۱۹۹۲ تا ۱۹۹۷ از شبکه فاکس پخش شد.
یک بازراه‌اندازی توسط مارول استودیوز، با عنوان مردان ایکس ۹۷ (انگلیسی: X-Men '97)، در سال ۲۰۲۴ برای دیزنی پلاس منتشر شد.

## مرور کلی قسمت‌ها
| فصل | قسمت‌ها | قسمت‌ها | تاریخ اصلی روی آنتن رفتن | تاریخ اصلی روی آنتن رفتن |
| فصل | قسمت‌ها | قسمت‌ها | اولین بار                | آخرین بار                |
| --- | ------ | ------ | ------------------------ | ------------------------ |
| ۱   | ۱۳     | ۱۳     | ۳۱ اکتبر ۱۹۹۲            | ۲۷ مارس ۱۹۹۳             |
| ۲   | ۱۳     | ۱۳     | ۲۳ اکتبر ۱۹۹۳            | ۱۹ فوریه ۱۹۹۴            |
| ۳   | ۱۹     | ۱۹     | ۲۹ ژوئیه ۱۹۹۴            | ۵ اکتبر ۱۹۹۶             |
| ۴   | ۲۱     | ۲۱     | ۶ مه ۱۹۹۵                | ۲۶ اکتبر ۱۹۹۶            |
| ۵   | ۱۰     | ۱۰     | ۷ سپتامبر ۱۹۹۶           | ۲۰ سپتامبر ۱۹۹۷          |